# 井口尚子
井口 尚子（いのくち なおこ、9月22日 - ）は、大分放送（OBS）のアナウンサー、報道記者。

## 人物・来歴
大分県大分市出身（生まれは佐伯市）。
大分市立東陽中学校、大分高等学校卒業後、慶應義塾大学商学部に入学し、同大学大学院商学研究科修士課程を修了。
2003年、大分放送入社。2012年より産休中であったが、2013年4月10日の旬感!3chでレポーターとして復帰した。
血液型はA型。趣味は、食べ歩き。

## 現在の出演番組
テレビ
- OBSイブニングプラス

## 過去の出演番組
テレビ
- OBSニュースライン（月 - 金）[4]
- 総力報道!OBS THE NEWS（月 - 金）[5]
- OBSイブニングニュース（月 - 水）[3]

ラジオ
- MONDAYテレフォンリクエスト（月）[要出典]